# Zonosaurus subunicolor
Espèce
Statut de conservation UICN

 EN B1ab(iii) : En danger
Synonymes
- Gerrhosaurus rufipes var. subunicolor Boettger, 1881

Zonosaurus subunicolor est une espèce de sauriens de la famille des Gerrhosauridae.

## Répartition et habitat
Cette espèce est endémique du nord de Madagascar. Elle vit dans la forêt tropicale humide à de basses altitudes.

## Description
Cette espèce est ovipare. Elle mesure jusqu'à 25 cm de longueur totale.

## Publication originale
- Boettger, 1881 : Diagnoses reptilium et batrachiorum novorum ab ill. Antonio Stumpff in insula Nossi-Bé Madagascariensi lectorum. Zoologischer Anzeiger, vol. 4, p. 358-362 (texte intégral).